# Songavatnet
Das Songavatnet (auch Songevatnet oder Songavatn) ist ein Stausee in der norwegischen Kommune Vinje in der Provinz (Fylke) Telemark. Der See wird als Stausee für das Kraftwerk Songa genutzt.

## Lage
Der See liegt südlich des Hardangervidda-Nationalparks und ist Teil des Flusssystems Skiensvassdraget. Das Songavatnet wird durch die Songa durchflossen und ist von Bergen umgeben, die Höhen von über 1400 moh. erreichen.

## Nutzung als Stausee

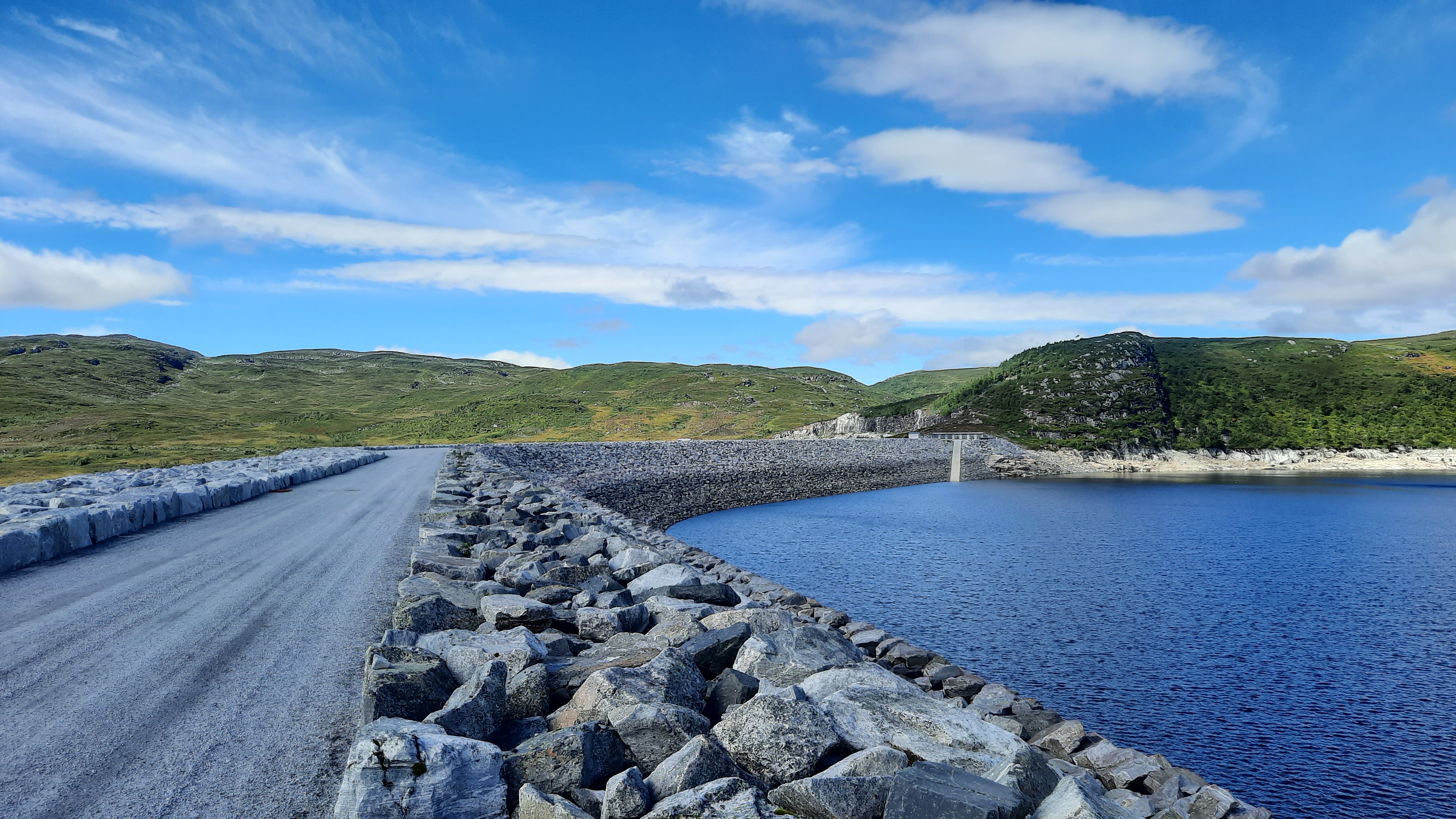
Der Songadammen, Blick von der Bauwerkskrone nach Westen

Das Songavatnet wird als Wasserspeicher für das Wasserkraftwerk Songa kraftverk genutzt, das im Jahr 1964 in Betrieb genommen wurde. Eigentümer ist der staatliche Energiekonzern Statkraft. Die beiden Staudämme Trolldalsdammen und Songadammen befinden sich am Südostufer des Sees. Der Songadammen war mit einer Länge von 1050 Metern und einer Höhe von 37 Metern bei seiner Fertigstellung der größte Staudamm in Nordeuropa.
Die Wasseroberfläche wird zwischen 974 und 939 Metern reguliert und das Kraftwerk nutzt eine Fallhöhe von rund 287 Meter aus. Die eingesetzte Francis-Turbine hat eine Leistung von 120 MW. Die mittlere Jahresproduktion betrug zwischen 1991 und 2020 rund 620 GWh.